# Usine électrique du quai de Jemmapes
L’  usine électrique du quai de Jemmapes  est un immeuble situé 132-134 quai de Jemmapes à Paris, 10e arrondissement, en France qui abritait une centrale thermique en activité de 1895 à 1914 actuellement propriété de la société Clairefontaine.

## Historique
Des activités  industrielles s’implantent au cours du XIXe siècle au bord du canal Saint-Martin ouvert en 1825, la dernière entreprise sur le site avant la construction de l’usine électrique étant une fonderie de cuivre.
La Ville de Paris, en retard sur les autres métropoles européennes dans ce domaine, confie en 1889 l’électrification de la capitale à six sociétés concessionnaires. La concession attribuée à la Compagnie parisienne de l’air comprimé CPAC est l’une des plus importantes couvrant 2 000 hectares pour 800 000 habitants des quartiers du nord-est et du centre. À cette date, l’énergie électrique ne pouvait être transportée sur de longues distances imposant la construction d’usines dans les quartiers d’habitation.
L’implantation au bord du canal dans une zone éloignée des travaux haussmanniens facilite l’approvisionnement en charbon par péniches et en eau pour la condensation des machines à vapeur. 
L’usine est construite par l'architecte Paul Friesé, chargé également de l’usine de la Société d’éclairage électrique de la place Clichy, 53 rue des Dames. Des refus de l'architecte-voyer ralentissent les travaux mais l'usine  est mise en service en 1895 sur un terrain exigu de 5 500 m2  correspondant à une première tranche, les extensions prévues n'ayant pas été réalisées. En 1900, trois cents ouvriers travaillent dans cet établissement considéré comme la plus importante et plus moderne usine d'électricité de France.
Quelques années plus tard, les nuisances et les progrès techniques qui permettent la construction de centrales en périphérie condamnent l'usine enclavée en zone urbaine.
À l’expiration de la concession en 1914, la Ville de Paris réunit la distribution d’électricité dans la seule Compagnie parisienne de distribution d'électricité. L’usine est vendue par la CPAC à cette société qui en arrête l'exploitation et loue dès 1915 les locaux à un fabricant de chaussures. Après 1927, ces bâtiments sont transformés en entrepôts puis utilisés par plusieurs entreprises avant d’être repris par la société Clairefontaine dans les années 1950.
L'édifice est inscrit au titre des monuments historiques en 1992.

## Description
L’ancienne usine électrique est un bâtiment à charpente métallique porteuse  avec façade en pan de fer apparent hourdé de deux variantes de briques, rouge et jaune. Ce procédé est celui du bâtiment contemporain du moulin de la chocolaterie Menier à Noisiel. Cette architecture de l'âge industriel qui réunit l'« art » de l'architecte et la « science » de l'ingénieur est inspirée par la théorie de Viollet-le-Duc. 
Le plan en U, très original pour une centrale électrique, comprend un corps de bâtiment principal et deux ailes perpendiculaires au quai et un bâtiment d’administration le long de celui-ci. Deux pavillons où étaient disposés les accumulateurs servant à la régulation de la distribution sont accolés aux pignons des ailes. Parmi quatre bâtiments de service dans la cour, s’élevait l’ancienne tour des élévateurs à charbon qui dominait l'ensemble. La distribution en hauteur contrainte par l’exiguïté d’un terrain de 5 500 m2, superposait les machines à vapeur au-dessus des générateurs électriques, les combles abritant les silos à charbon de 70 tonnes chacun et les réservoirs d’eau de 20 m3. Les cheminées ont disparu.
Les bâtiments restaurés par la société Clairefontaine abritent le siège de celle-ci et des ateliers de fabrication d’agendas. Ces locaux ne sont donc accessibles au public.